# 도시와농어촌
도시와농어촌은 농어촌과 도시의 균형 있는 발전을 위한 지원활동 등의 사업을 통해 농어촌 지역의 경기 활성화를 도모하고 나아가 국민경제발전에 공헌함을 목적으로 2007년 10월 18일 설립된 대한민국 농림수산식품부 소관의 사단법인이다. 사무실은 서울특별시 서초구 방배동 1027-4번지에 있다.

## 주요 사업
- 도농교류 협력사업
- 농어촌사랑 실천 사업
- 농수산물 유통사업
- 농축산물 홍보 및 소비운동